# Loxoconcha hastata
Loxoconcha hastata is een mosselkreeftjessoort uit de familie van de Loxoconchidae. De wetenschappelijke naam van de soort is voor het eerst geldig gepubliceerd in 1869 door Brady.